# Heinrich Fleige

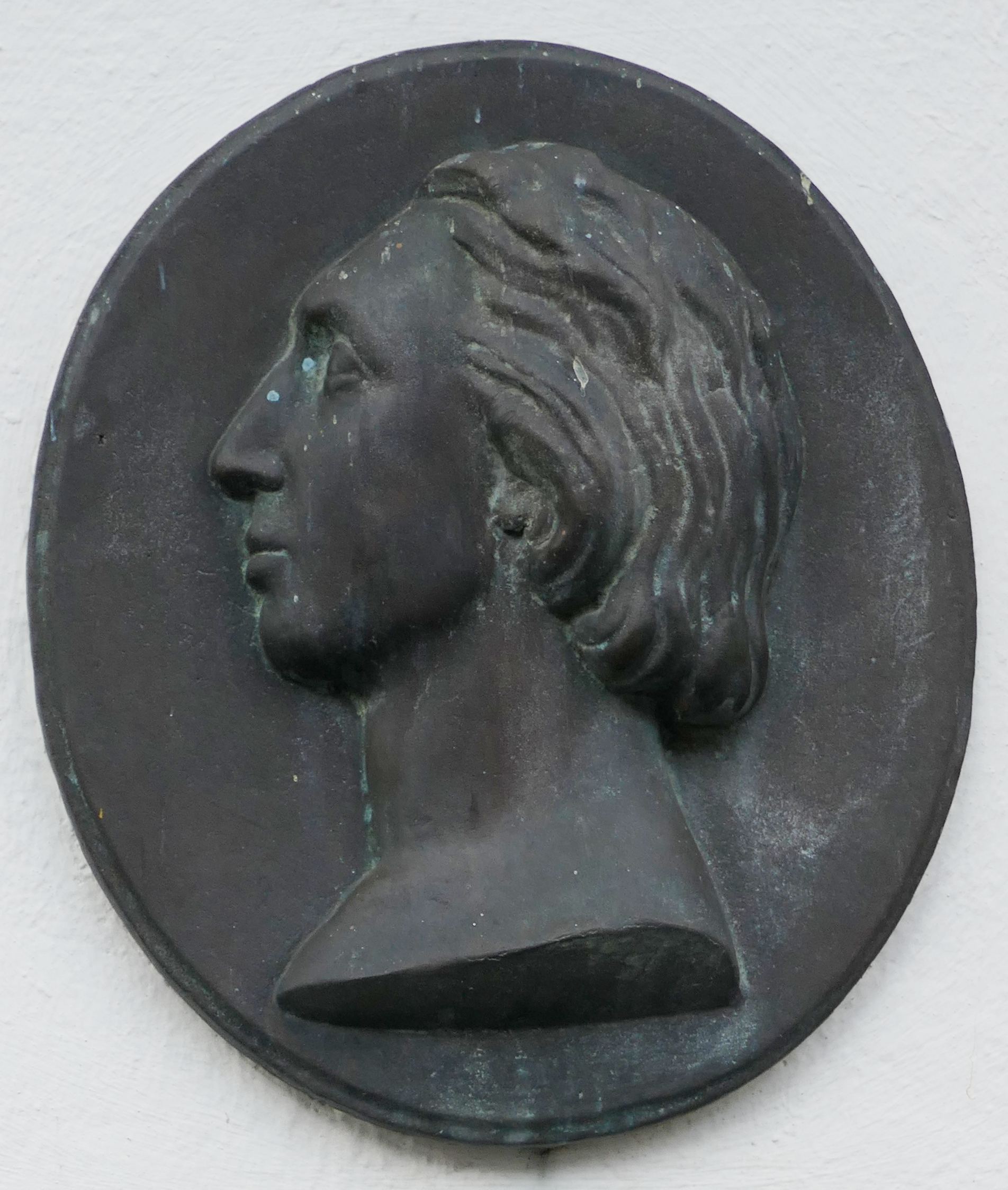
Heinrich Fleige, Relief an seinem Geburtshaus in Rietberg

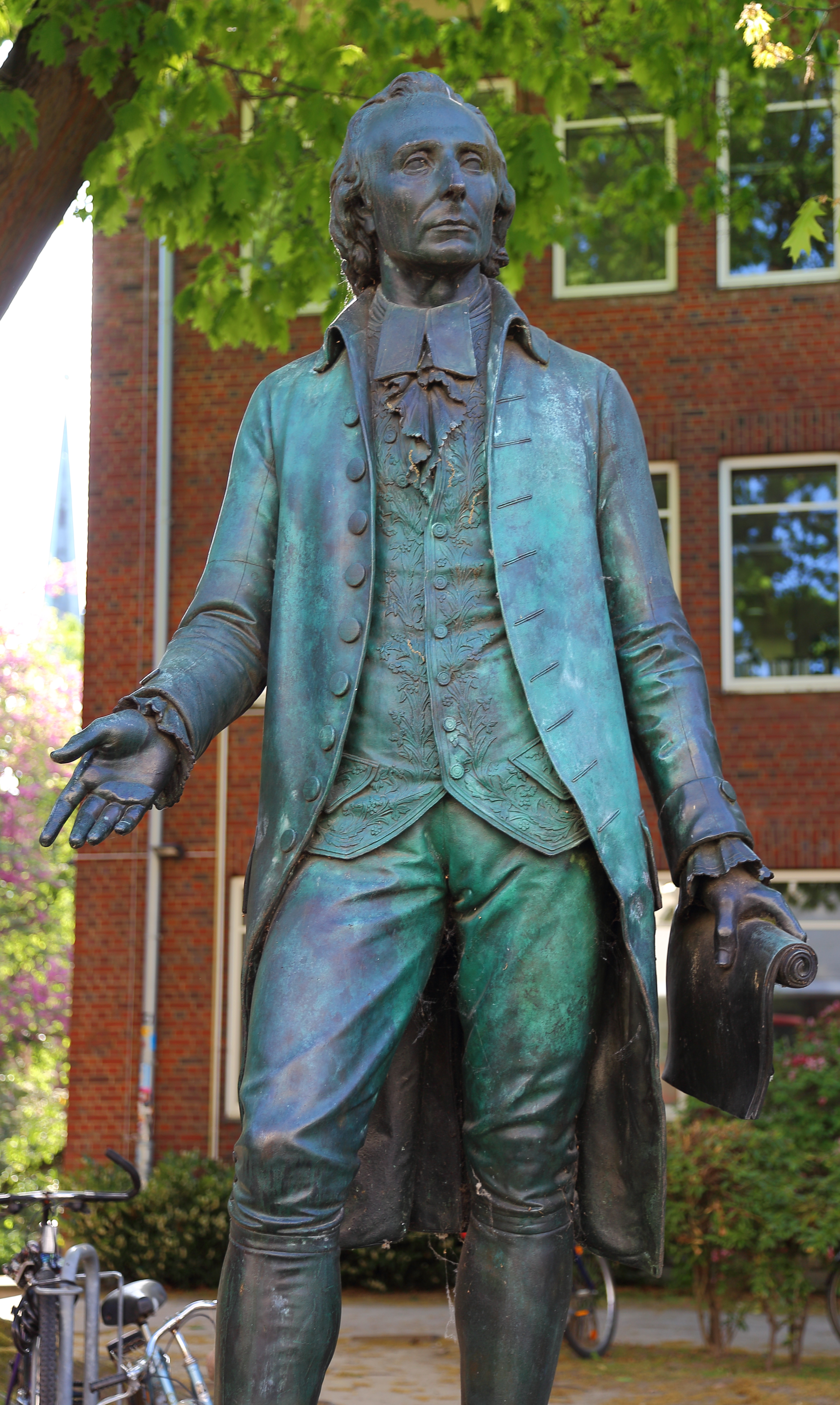
Franz von Fürstenberg, Bronze, Münster

Heinrich Fleige (* 21. Mai 1840 in Rietberg; † 21. Mai 1890 in Münster) war ein deutscher Bildhauer. Er war in der zweiten Hälfte des 19. Jahrhunderts in Münster und dem umgebenden Münsterland tätig. Fleige war auch als Restaurator tätig.

## Wirken
Fleige war der Sohn eines Schmieds aus Rietberg. Er war als Student seit dem 5. Mai 1862 in der Bildhauerklasse der Münchner Akademie der Bildenden Künste eingeschrieben. Er betrieb später in Münster ein Atelier, in dem überwiegend Baumberger Sandstein für die Herstellung von Skulpturen oder für Kreuzwegstationen verwendet wurde. Einer seiner Lehrlinge war der aus Ascheberg stammende Anton Rüller. Dieser übernahm nach Fleiges Tod 1890 die Werkstatt. Bildhauer wie Peter Pöppelmann, Ludwig Nick (1873–1936), Hermann Hidding (1877–1881) und im Anschluss Wilhelm Haverkamp (1881–1883) wurden von Fleige ausgebildet.
Fleige hatte eine jüngere Schwester Maria Specht (1850–1927). Er hatte zudem eine Tochter Theresia.

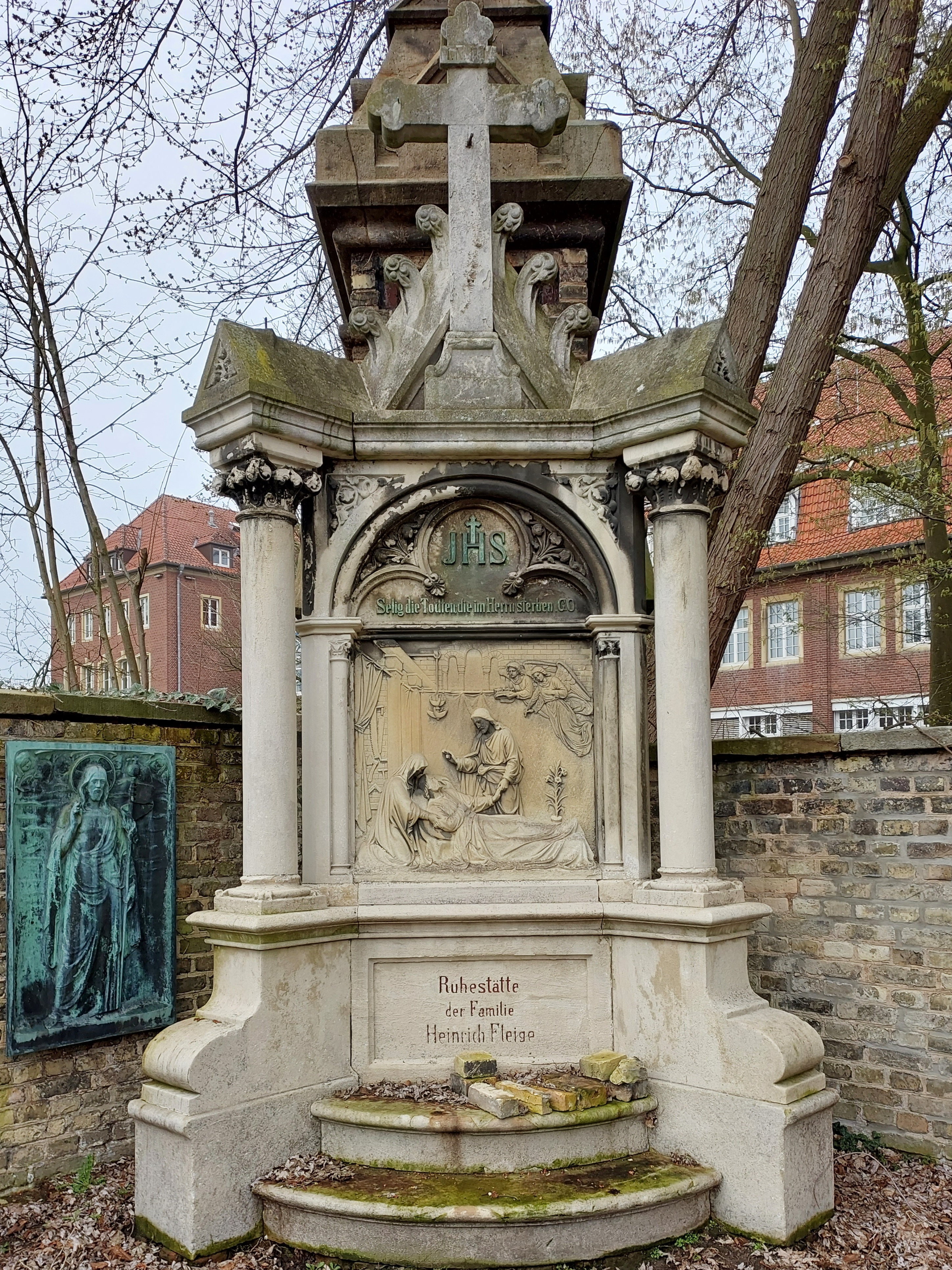
Ruhestätte auf dem Zentralfriedhof Münster

Die Ruhestätte der Familie Heinrich Fleige befindet sich auf dem Zentralfriedhof Münster.

## Werk

Annette von Droste-Hülshoff, Burg Hülshoff bei Münster

- 1870: 12 Apostel im Chor der St.-Mauritz-Kirche in Münster
- 1871–1890: Kreuzweg in Kevelaer
- 1872: Kreuzweg in Nottuln
- 1875: Bronzestandbild des Ministers Franz von Fürstenberg in Münster
- 1876: Ölgarten in der Kreuzkapelle der St.-Aegidii-Kirche in Münster
- 1878: Kreuzweg in Venen
- 1882: Ölbergaltar in der Kirche Sankt Martinus in Much
- 1885: Skulpturengruppe des Erzengels Michael im Portaltympanum der Michaelskirche in Kolding
- 1888: Kreuzweg in der Propsteikirche St. Johann in Bremen
- 1889: Pietà in der Lambertikirche in Münster
- 1889: Ludgerusbrunnen in Münster
- 1885: 14 Kreuzwegstationen bestimmt für St. Dionysius (Rheine), jedoch aus statischen Gründen in St. Mariä Heimsuchung (Hauenhorst) installiert.
- 1896: Denkmal für Annette von Droste-Hülshoff in Münster (Gemeinschaftsarbeit mit dem Münsteraner Bildhauer Anton Rüller)
- 1896: Kreuzweg in der St.-Margareten-Kirche in Ostenfelde
- Moses im Rathausgiebel in Münster
- Ausgestaltung der Pfarrkirche St. Laurentius in Senden:
  - Figuren des Chorraumes (Petrus, Ludgerus, Laurentius und Paulus)
  - Figuren an den vorderen Säulen des Chorraumes (Herz Jesu und Herz Mariä)
  - Kerzentragende Engelgruppen an der Chorwand neben dem Sakramentsturm

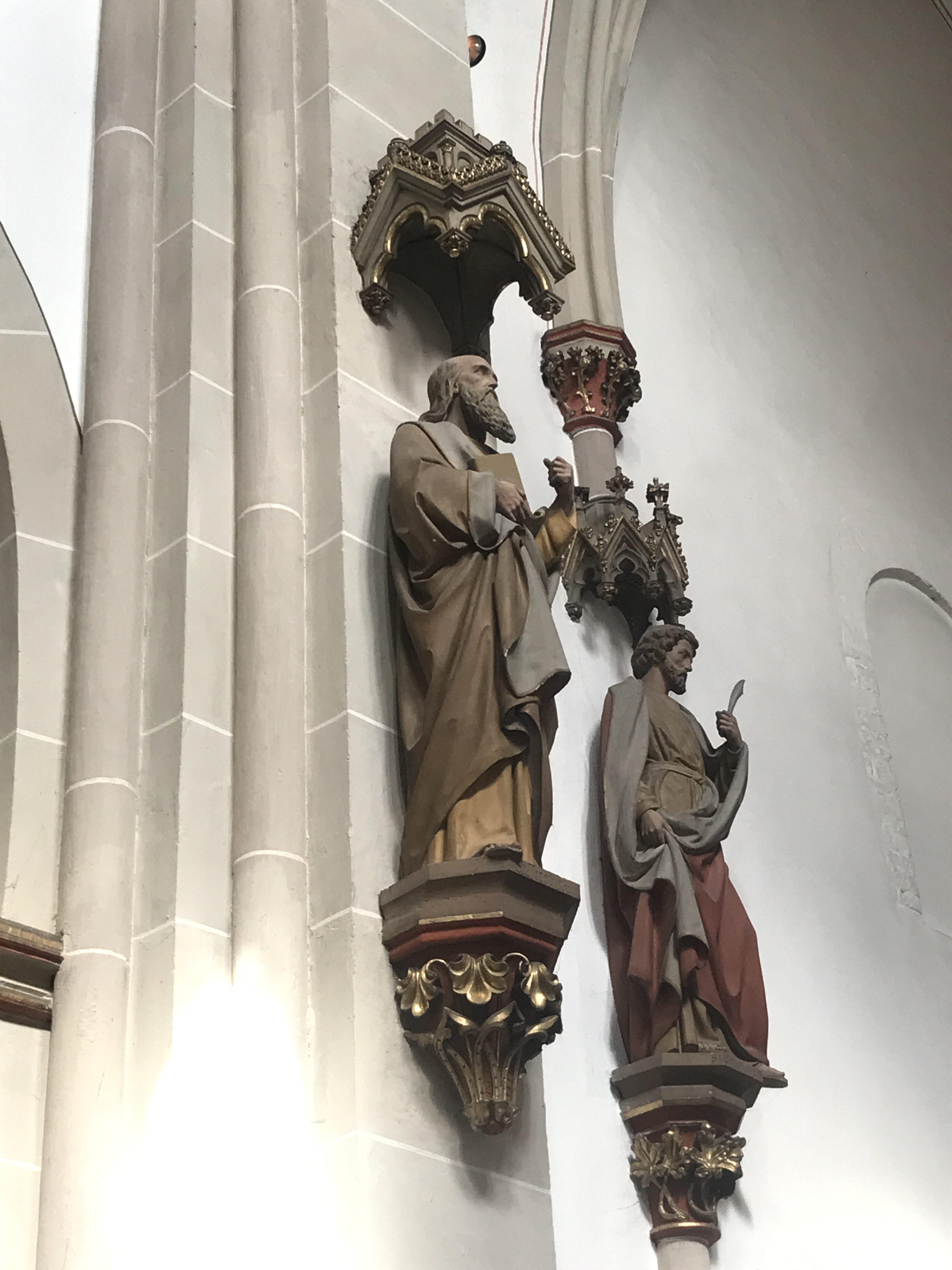
Apostelfiguren in St. Mauritz in Münster
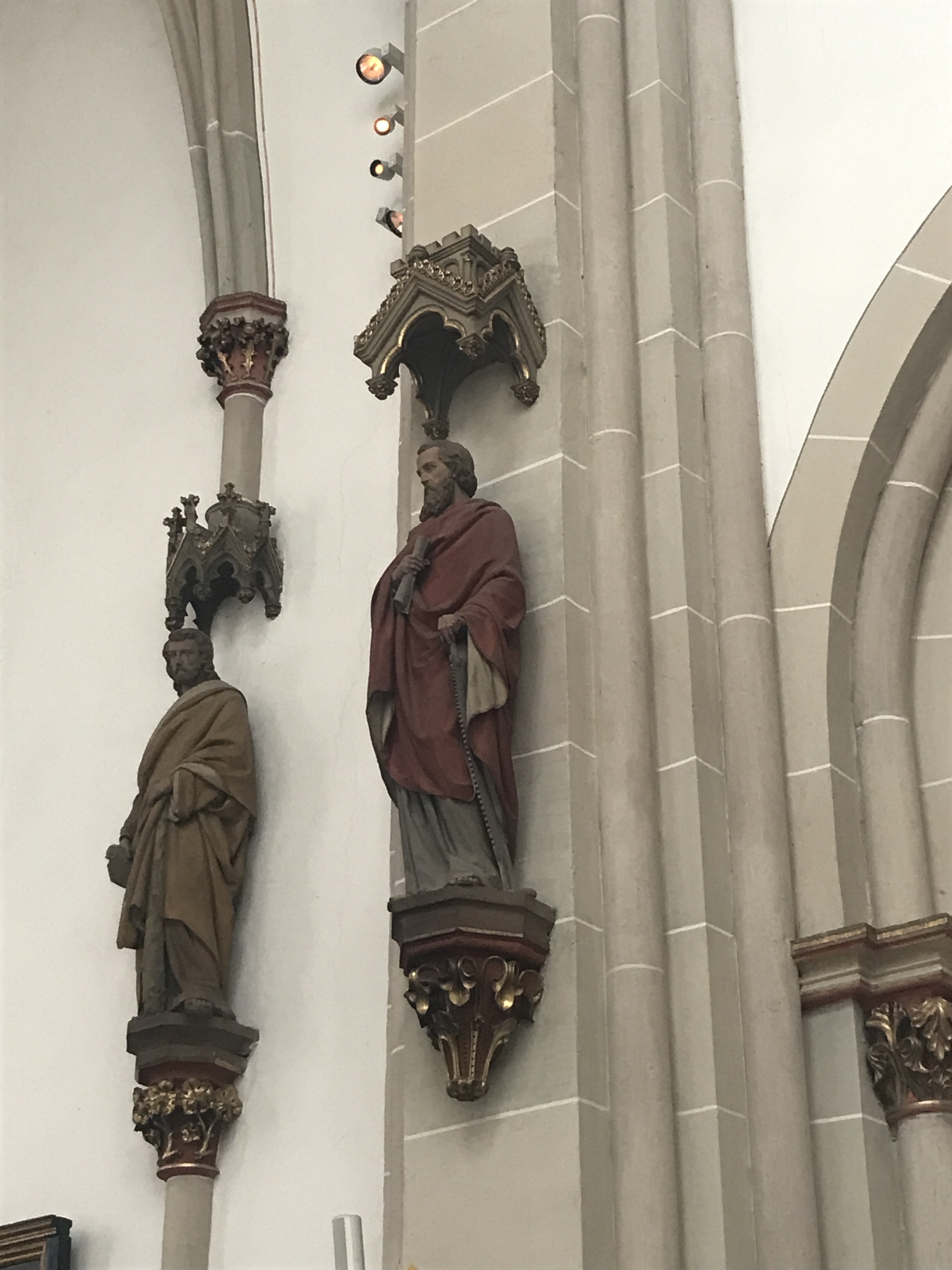
Apostelfiguren in St. Mauritz in Münster
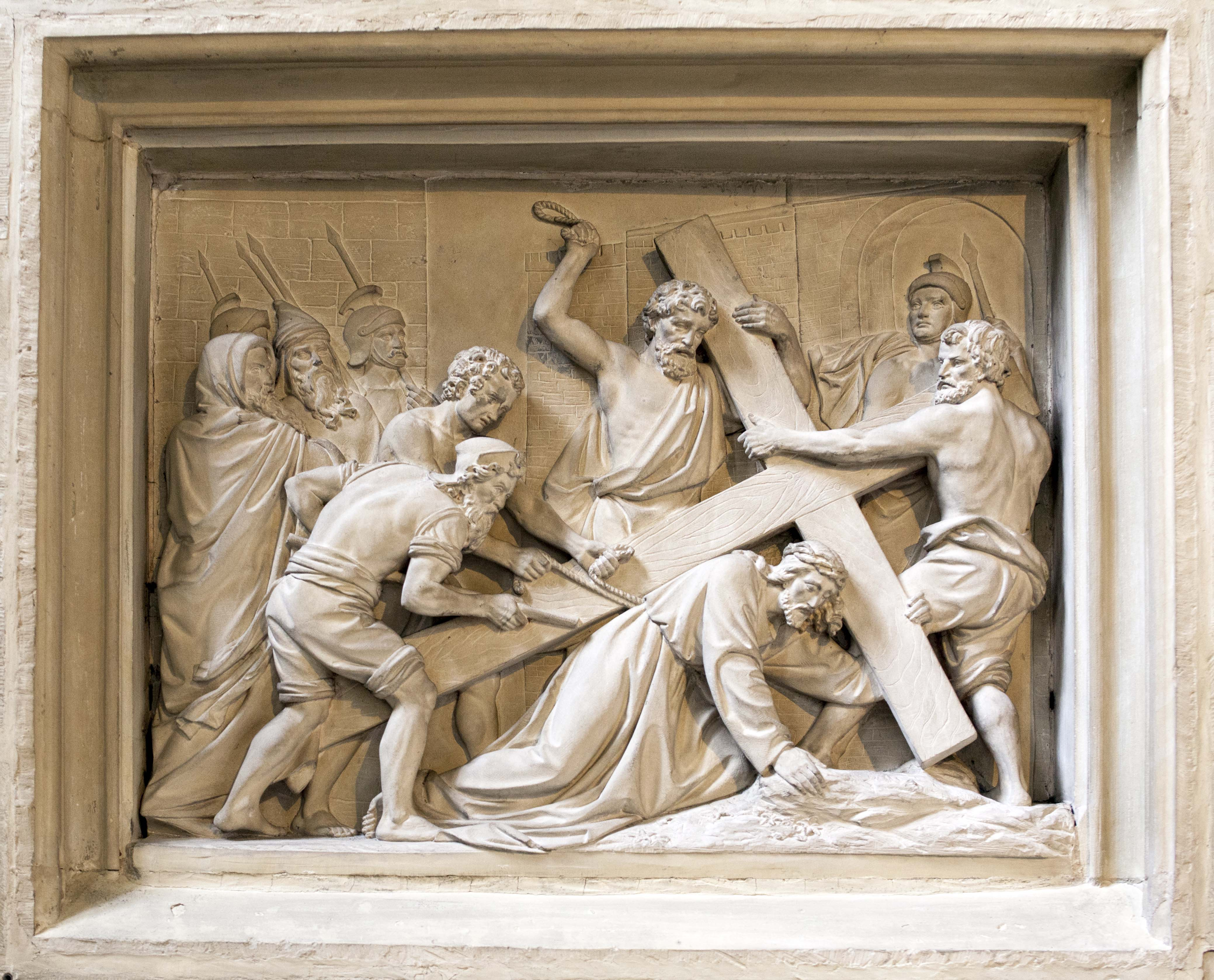
Kreuzwegstation in Nottuln